# Prosthechea farfanii
Prosthechea farfanii är en orkidéart som beskrevs av Eric Alston Christenson. Prosthechea farfanii ingår i släktet Prosthechea och familjen orkidéer. Inga underarter finns listade i Catalogue of Life.